# Reinier van Genderen Stort
Reinier Johannes Willem van Genderen Stort (Buitenzorg (Java, Indonesië), 1 mei 1886 – Wassenaar, 7 januari 1942) was een Nederlandse schrijver en dichter.

## Biografie
Van Genderen Stort werd in 1917 blind als gevolg van syfilis, waarna hij zich uitsluitend toelegde op het schrijven. Hij schreef psychologische romans over gesloten, aristocratisch verfijnde naturen uit het milieu der bourgeoisie in een provinciestad. In vroeger werk belijden de helden uit het werk van Van Genderen Stort een pessimistische en heidense levensbeschouwing - tussen platonisme en epicurisme strevend naar geestelijke harmonie. In het latere werk maakte dit plaats voor een meer christelijk humanisme. De auteur munt meer uit als stilist dan als karakteruitbeelder.

## Prijzen
- 1925 - C.W. van der Hoogtprijs voor Kleine Inez
- 1928 - Tollensprijs voor zijn gehele oeuvre